# Kossi Agassa
Kossi Agassa (* 2. Juli 1978 in Lomé) ist ein ehemaliger togoischer Fußballspieler. Er war Stammtorhüter der togoischen Nationalmannschaft bei der Fußball-Weltmeisterschaft 2006.

## Karriere
Kossi Agassa, der in einem Armenviertel von Togos Hauptstadt Lomé aufwuchs, wurde von Talentscouts des Vereins Étoile Filante de Lomé entdeckt und 1997 unter Vertrag genommen. 2001 wechselte er zu Africa Sports, einem der größten Vereine der Elfenbeinküste. Zunächst war Agassa nur Ersatztorwart, als Jean-Jacques Tizié den Verein jedoch verließ, wurde Agassa Stammtorhüter.
Im Februar 2002 wechselte Kossi Agassa auf Empfehlung seines Freundes Emmanuel Adebayor nach Europa zum FC Metz, wo er zuletzt jedoch kaum noch eingesetzt wurde. Zur Saison 2006/07 wechselte er zu Hércules CF nach Alicante in Spanien, anschließend zurück nach Frankreich, zu Stade Reims.
In der Saison 2009/10 wurde er an den FC Istres verliehen und ist seit seiner Rückkehr nach Reims Stammtorwart.
Für die togoische Nationalmannschaft, in der Agassa 1998 debütierte, absolvierte er 70 Länderspiele. Er hatte maßgeblichen Anteil an der Qualifikation zur Fußball-Weltmeisterschaft 2006, die der bisher größte Erfolg der Mannschaft war. In seiner Heimat ist Kossi Agassa sehr populär. Aufgrund seiner Leistungen wurde ihm von Fans der Spitzname Magic Hands verliehen.